# Доходный дом Рецкера и Хосудовского
Доходный дом Рецкера и Хосудовского — здание в Ростове-на-Дону, находившееся 1916-1943 годах на проспекте Будённого. В свое время это было самое высокое здание в Ростове-на-Дону. В годы Великой Отечественной войны здание было разрушено.
Адрес: г. Ростов-на-Дону, пр. Буденновский д. 10.

## История
Доходный дом Рецкера и Хосудовского был построен на средства купцов Рецкера и Хосудовского. Борис Ермолаевич Хосудовский был коммерсантом, торговцев табаком. Кроме табачного и других дел, на его счету была техническая контора «Кавказско-Донское инженерное бюро». У Эммануила Львовича Рецкера был табачный бизнес.
В 1914 году на месте семиэтажного дома Рецкера и Хосудовского находился дом меньшей этажности, в нём работал табачный магазин двух коммерсантов. У совладельцев магазина, Рецкера и Хосудовского, во время начавшейся Первой мировой войны неплохо шел бизнес и они затеяли строительство большого доходного дома. Доходный дом был построен в 1916 году 
по проекту архитектора Эберга Леонида Фёдоровича. 
Семиэтажное здание доходного дома имело двухэтажный подвал и было возведено в стиле «модерн». Здание имело П-образную конфигурацию, находилось на Таганрогском проспекте (ныне пр. Буденновского) и занимало по площади целый квартал между улицами Тургеневской и Воронцовской (ныне ул. Баумана). Первый этаж здания был спроектирован для торговых помещений, а первый этаж подвала предназначался для складов, во втором нижнем подвале была устроена котельная дома со складом котельного топлива. 

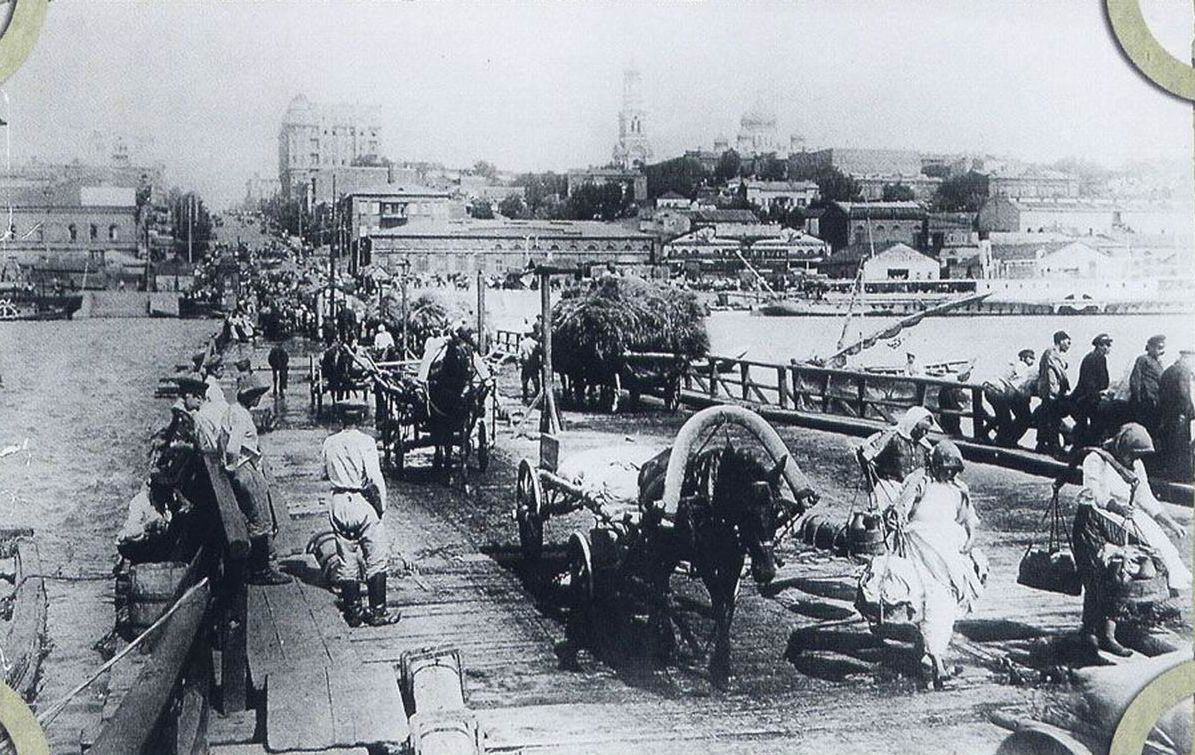
Доходный дом Рецкера и Хосудовского на заднем плане

В начале XX века, в годы Первой мировой войны, революционных событий 1917 года, немецкой оккупации весной 1918 года и белого движения, жизнь в Ростове продолжалась в прежнем режиме. В январе 1920 года, с наступлением Красной армии под руководством Семёна Михайловиа Буденного, она сильно изменилась. Взятие города Красной армией проходило с большими разрушениями в центре города.  Доходный дом Э. Л. Рецкера и Б. Е. Хосудовского пострадал одним из первых. В здании возник пожар, оно сильно обгорело, после чего долго пустовало. В нем устроили пристанище беспризорные подростки. 
К 1923 году дом по своему состоянию уже представлял угрозу для жизни населения. Жильцы соседнего дома по ул. Тургеневской № 42 жаловались в  Донской Отдел Местного Хозяйства  (ДОМХ) на плачевный вид соседнего здания с двухэтажными подвалами, который стал притоном для беспризорных. Но поскольку денег на восстановление здания не было,  его огородили деревянным забором, а первый этаж заложили кирпичом. Однако это не остановило бродяг —  они  по прежнему там проживали, да еще и выламывали на продажу из дома балки, железные рельсы, батареи и др. Когда балки начали выламывать из нижних этажей, произошел обвал стены, обрушились потолки на третьем и четвертом этажах, в стене, граничащей с домом № 42 по ул. Тургеневской образовались трещины. Возникла угроза падения стены на соседний дом, где проживало около ста человек.

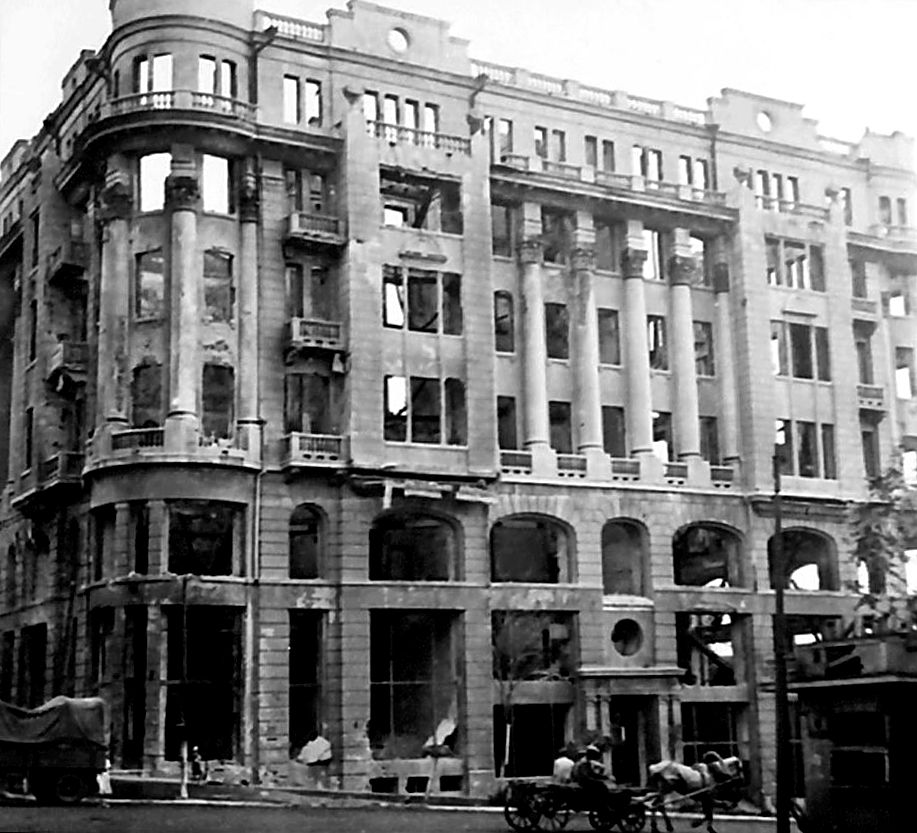
Доходный дом Рецкера и Хосудовского в 1942 году

14 апреля 1925 года газета «Молот» в статье «Катастрофа с человеческими жертвами» писала следующее: «13 апреля по Буденновскому проспекту угол Воронцовской улицы, в сгоревшем доме Хосудовского и Рецкера, произошел обвал. Полуразрушенные, не имеющие основных связей с капитальными стенами и свисающими к низу междуэтажные перекрытия 4-го этажа, в силу своей собственной тяжести, обрушились на нижележащие междуэтажные перекрытия и, увлекая их за собой, обрушились в подвальный этаж, засыпав находившихся в этот момент в здании, беспризорных. Установить наличие жертв пока не удалось, вследствие того, что беспризорные погребены под грудой кирпичей и строительного мусора. Немедленно была вызвана пожарная команда и скорая помощь, но приступить к раскопкам в данное время не представляется никакой возможности, так как внутри здания, ближе к Буденновскому проспекту, наклонилась железно-бетонная стена, которая грозит в любой момент также обрушиться». 

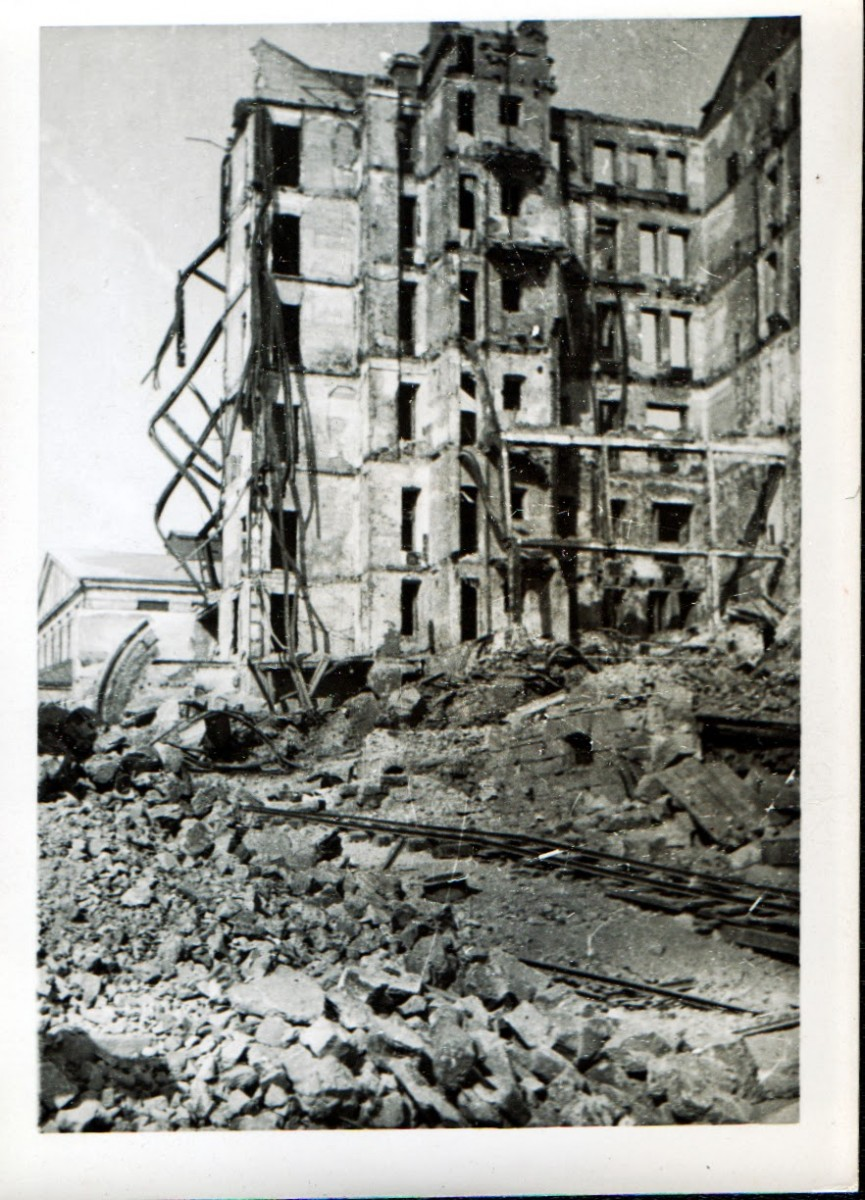
Разрушенный доходный дом Рецкера и Хосудовского, 1942

К месту обрушений приехали представители администрации и пожарной охраны. После осмотра было признано необходимым оградить здание. 

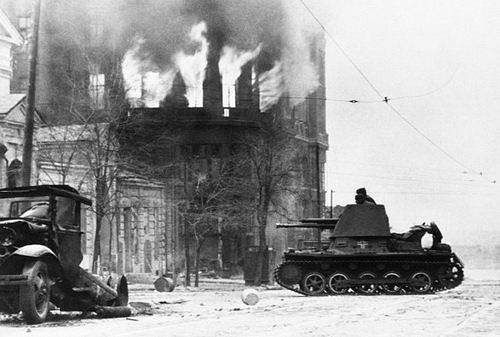
Пожар в доходном доме Рецкера и Хосудовского, 1941

В 1923 года управление  областного архитектора произвело вторичный осмотр дома, после чего было выдано предписано арендатору Ювстрою «принять соответствующие меры к тому, чтобы прекратить возможность скопления снега и дождевых вод в открытых подвалах и установить неослабный контроль за состоянием дома с принятием необходимых мер от могущих быть обвалов и разрушений». 
Осмотры продолжали и далее, в течение несколько лет.  В 1926 году его признали годным к восстановлению. На ремонт здания были выделены деньги. В  1929 году архитектором Л. Ф. Эбергом был составлен проект реконструкции здания с некоторые упрощениями, почти не влияющими на облик здания. 
После реконструкции в 1930 году в бывшем доходном доме Э. Л. Рецкера и Б. Е. Хосудовского была открыта гостиница «Дон». Вид гостиницы был напечатан в наборе открыток «Социалистический Ростов». До начала Великой Отечественной здание было самым высоким в городе. 
В 1941 году, когда немцы оккупировали город, в здании гостиницы вспыхнул пожар. Здание вновь сгорело. 
В июле 1942 года немцы опять оккупировали город, к этому времени в нём были повреждены все мосты. За нескольких суток немцы возвели понтонный мост через Дон, однако им был нужен капитальный мост. Капитальный мост и был сооружен ими вместо старого наплавного моста. Для выравнивания дороги к мосту, немцы использовали строительный материал, полученный от разбора доходный дома Э. Л. Рецкера и Б. Е. Хосудовского, в результате чего дом постепенно превратился в кучу щебня. 
После войны, решением Исполкома горсовета, территория, занимаемая бывшей гостиницей, была передана управлению Азморпароходства. На этом месте три года по проекту ростовского архитектора Б. А. Никитаева строилось новое административное здание пароходства. В 1953 году управление Азморпароходства было ликвидировано. В 1957 году на этом месте построили четырехэтажное здание общежития мореходного училища им. Г. Я. Седова. В настоящее время здесь работает мореходное училище «Экипаж №1».